# 3e corps de cavalerie (France)
Pour les articles homonymes, voir 3e corps d'armée.
Le 3e corps de cavalerie est une unité de l'armée française qui participa à la Première Guerre mondiale.

## Les chefs du3ecorpsde cavalerie
- 25/08/1915 - 17/12/1916:  Général de Buyer

## Première Guerre mondiale

### Composition
- 6e division de cavalerie
- 8e division de cavalerie
- 9e division de cavalerie

### Historique

#### 1915
- 25 septembre-6 octobre : seconde bataille de Champagne
  - éléments en secteur vers Tahure et Massiges du 19 au 25 octobre
- 4 novembre - Occupation d’un secteur dans la région Bezange-la-Grande, forêt de Parroy (incluse) jusqu’au 23 juillet 1916

#### 1916
- 24 août au 18 décembre - secteur entre la Chapelotte et le Sânon.

### Rattachement
- 2e armée sous le sous le commandement du général Pétain.

25 septembre - 25 octobre 1915

### Sources et bibliographie
- (fr) Service historique de l'armée de terre, Inventaire sommaire des archives de la Guerre 1914-1918, Troyes, Imprimerie « la Renaissance », 1969, 691 p., (BNF 35127448).
- Victor Giraud, Histoire de la Grande Guerre, Paris, Librairie Hachette, 1920, 777 p.